# Stekelige bosadder
De stekelige bosadder (Atheris hispida) is een giftige slang uit de familie Viperidae (adders).

## Naam en indeling
De wetenschappelijke naam van de soort werd voor het eerst voorgesteld door Raymond Ferdinand Laurent in 1955. Oorspronkelijk werd de wetenschappelijke naam Atheris hispidus gebruikt. De soortaanduiding hispida betekent vrij vertaald 'stekelig' en slaat op de sterk gekielde schubben. 

## Uiterlijke kenmerken
De slang bereikt een lichaamslengte tot ongeveer 50 centimeter, uitschieters kunnen soms meer dan 70 cm bereiken. De kop is kort en breed en is duidelijk te onderscheiden van het lichaam door de aanwezigheid van een insnoering. De ogen zijn relatief groot en hebben een verticale pupil. De slang heeft 15 tot 19 rijen smalle en sterk gekielde schubben in de lengte op het midden van het lichaam en 149 tot 166 schubben aan de buikzijde. Onder de staart zijn 49 tot 64 staartschubben aanwezig.
Het mannetje heeft een geelgroene huidkleur, het vrouwtje een olijfbruine. De slang bezit sterk gekielde schubben, die op de kop en de nek zijn verlengd tot kleine stekels. De lichaamslengte bedraagt 50 tot 73 centimeter.

## Levenswijze
Deze nachtactieve slang jaagt op kikkers, slakken en kleine zoogdieren. Hij leeft in bomen. Als hij zich bedreigd voelt, neemt de slang een aanvalshouding in, door de kop terug te trekken. Het bovenlichaam vormt een S-vormige lus en dan slaat hij toe met een uitval. Meestal moet de belager dit met de dood bekopen.
De stekelige bosadder is eierlevendbarend, de jongen komen levend ter wereld. Een worp bestaat meestal uit 5 tot 12 jongen die een lichaamslengte hebben van ongeveer 17 centimeter en direct zelfstandig zijn.

## Verspreiding en habitat
Deze soort komt voor in de wouden van Midden-Afrika en leeft in de landen Congo-Kinshasa, Oeganda, Kenia en Tanzania. De habitat bestaat uit vochtige regenwouden met een dichte begroeiing tot op een hoogte van ongeveer 1800 meter boven zeeniveau. De slang is vaak te vinden op een hoogte van ongeveer 1,5 tot 2 meter boven de bodem.